# Поор, Петер
Петер Поор (венг. Poór Péter; род. 1944, Будапешт, Венгрия) — венгерский эстрадный певец и актёр театра.

## Биография
Родился 20 сентября 1944 года в Будапеште, брат венгерского диктора телевидения Клары Поор.
Изучал игру на фортепиано и скрипке. После того, как сломал палец, переключился на обучение пению. Учился и начал записываться в студии венгерского композитора Тамаша Баласса.
Стал известен после песенного конкурса на Венгерском телевидении в 1967 году. В 1968 году получил приз «Красный тюльпан». Стал гастролировать по странам Восточной Европы. Выступал на музыкальных фестивалях в Софии, Берлине, Москве, Дрездене, Лейпциге и в других городах. Его хитом стала песня «Чёрный поезд» (венг. «Fekete vonat») венгерского музыканта Виктора Хаваши. Кавер-версия этой песни под названием «Люди встречаются» стала очень популярной в СССР в исполнении ВИА «Поющие гитары» и «Весёлые ребята».
Петер продолжил своё образование и до 1974 года учился в Высшей школе театральных актёров, окончил отделение «оперетты и мюзикла». После этого работал в венгерских провинциальных театрах. В 1981 году оставил актёрскую деятельность и вновь занялся эстрадной музыкой. Гастролировал не только в Европе, но и по всему миру — был в Канаде, США, Австралии. Поёт на нескольких иностранных языках.
Некоторое время работал в качестве редактора-ведущего субботнего ночного шоу Budapest Európa Televízió. Занимается музыкой по настоящее время.
За популяризацию венгерской культуры в 1998 году был удостоен Золотого креста заслуг Венгерской Республики.